# Rumex cristatus
Rumex cristatus là một loài thực vật có hoa trong họ Rau răm. Loài này được DC. miêu tả khoa học đầu tiên năm 1813.